# جان فرانسیس دیلان
جان فرانسیس دیلان (انگلیسی: John Francis Dillon؛ ۱۳ ژوئیهٔ ۱۸۸۴ – ۴ آوریل ۱۹۳۴) یک کارگردان اهل ایالات متحده آمریکا بود.
از فیلم‌های او می‌توان به کف‌صابون اشاره نمود.